# 마릴린 메이슨

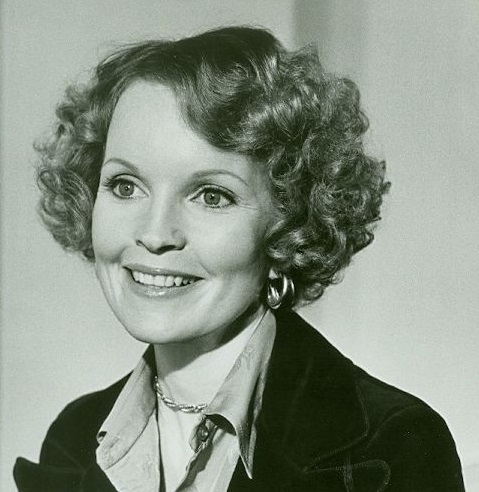

마릴린 메이슨(Marlyn Mason, 1940년 8월 7일 ~ )은 미국의 배우, 텔레비전 배우, 영화배우이다.
샌퍼넌도에서 태어났다.

## 영화
- 완벽한 망상 (2016년) - 밀드레드 콜빈 역
- 피프틴 앤드 프레그넌트 (1998년)
- 프랭크와 에멧 (1992년)
- 론리 하트 (1991년)
- 명탐정 바나비 존즈 (1973년)
- 닥터 웰비 (1969년)
- 소녀는 괴로워 (1969년)
- FBI (1965년)
- 호간의 영웅들 (1965년)
- 첩보원 0011 (1964년)
- 벤 케이시 (1961년)
- 보난자 (1959년)